# 凯文·奥弗兰
凯文·奥弗兰（英語：Kevin Overland，1974年6月8日—），加拿大男子速度滑冰运动员。他曾代表加拿大参加1998年冬季奥林匹克运动会速度滑冰比赛，获得男子500米铜牌、男子1000米第9名和男子1500米第20名。